# Svartnackad tärna
Svartnackad tärna (Sterna sumatrana) är en måsfågel som förekommer i tropiska och subtropiska delar av Indiska oceanen och västra Stilla havet.

## Utseende
Svartnackad tärna är en medelstor, 35 centimeter lång tärna. I fjäderdräkten är den mycket ljus tärna som till skillnad från många av sina närmaste släktingar saknar en svart hätta. Adult fågel i häckningsdräkt är gråvit ovan med svarta ben och näbb, med en svart ögonmask och ett svart band i nacken. Utanför häckningstid är det svarta bandet suddigare.

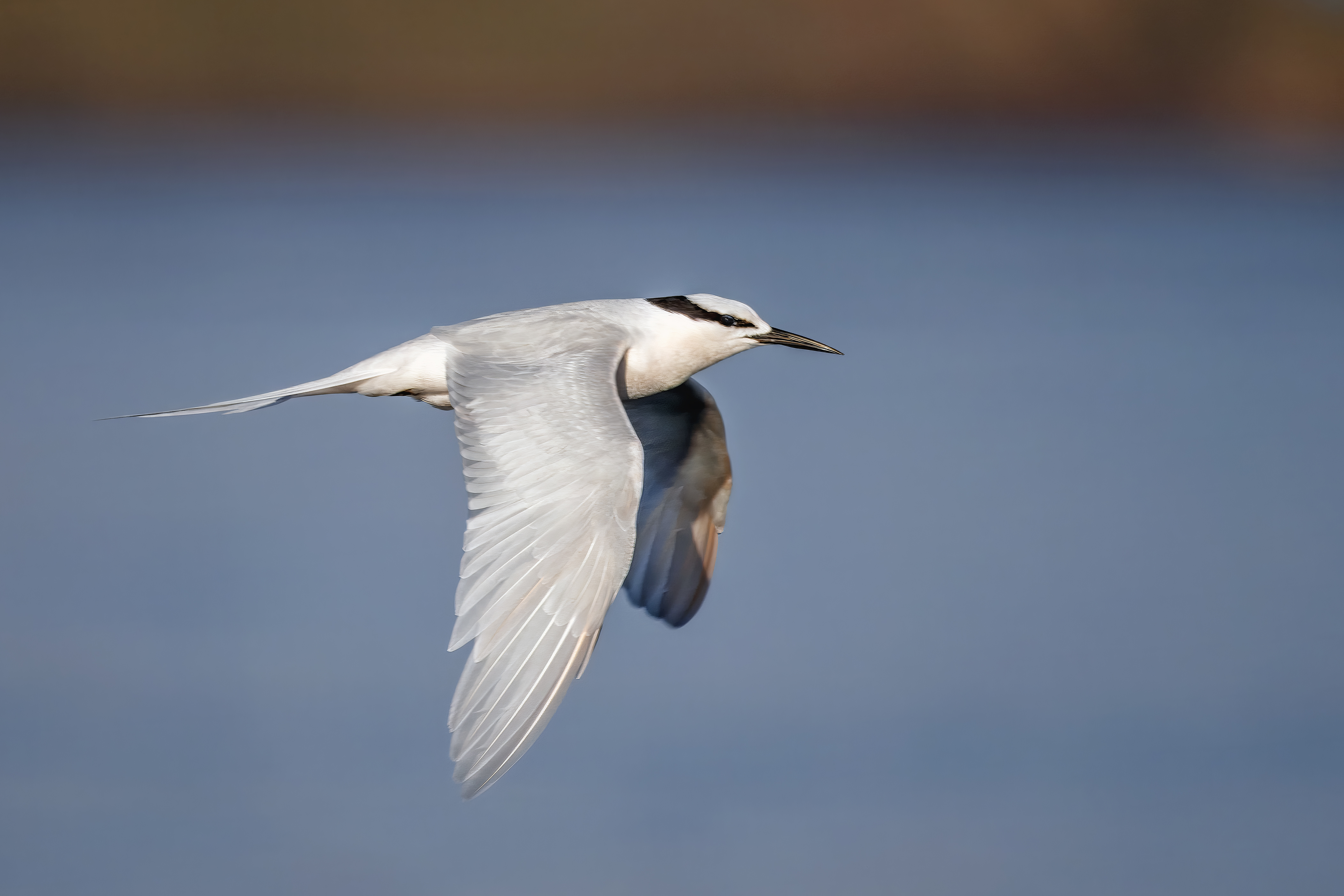
Flygande adult svartnackad tärna i häckningsdräkt.

## Läte
Lätet beskrivs som en kort och raspigt "kirit".

## Utbredning och systematik
Svartnackad tärna delas in i två underarter med följande utbredning:
- sumatrana – förekommer från Andamanerna och Nikobarerna till Japan, Malaysia och Australien
- mathewsi – förekommer på Aldabra, Amiranterna, Chagos och Maldiverna

Arten har även påträffats utmed östra och södra Afrikas kust, troligen vinddrivna från kolonierna i Seychellerna.

### Släktskap
DNA-studier visar att svartnackad tärna troligen är närmast släkt med rosentärna (Sterna dougallii) och vitpannad tärna (Sterna striata).

## Ekologi
Fågeln födosöker i atollaguner eller nära land över vågbrytare, men även ute till havs. Den lever främst av småfisk som den jagar genom grunda dyk. Häckningssäsongen varierar efter område. Den häckar oftast i små kolonier om fem till 20 par, men ibland upp till 200 par. Kolonierna är oftast artrena, men kan samhäcka med rosentärna eller tygeltärna.

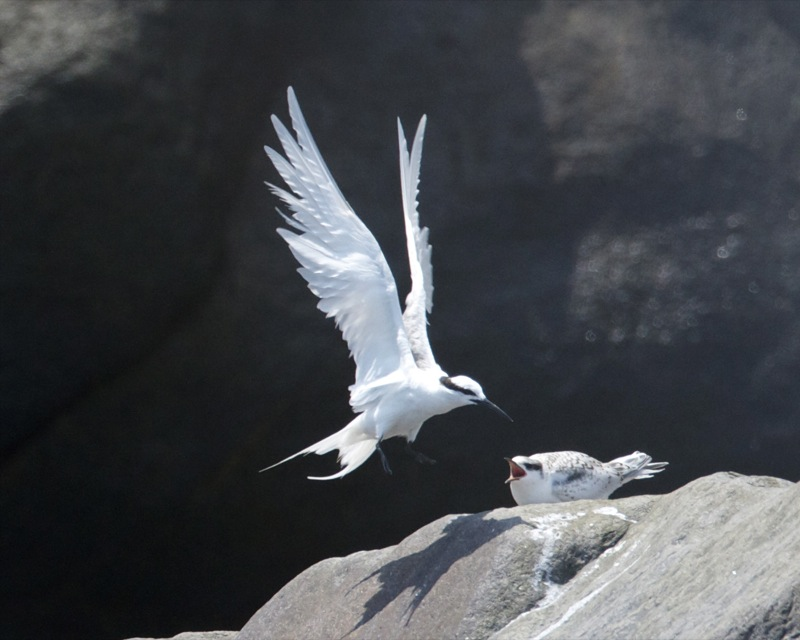
Adult svartnackad tärna med sin unge i Krakatau, Indonesien.

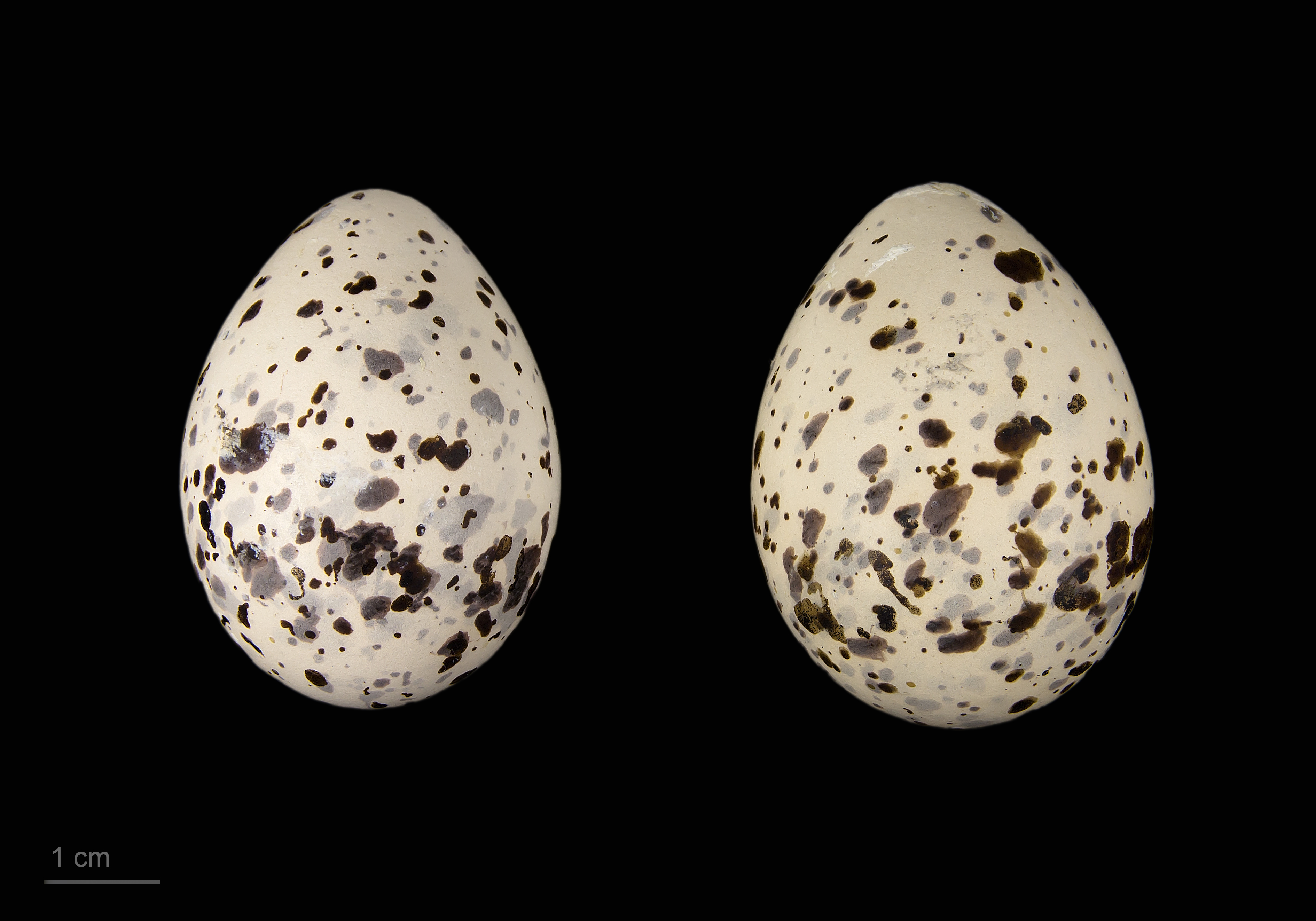
Sterna sumatrana

## Status och hot
Arten har ett stort utbredningsområde och en stor population med okänd utveckling. Utifrån dessa kriterier kategoriserar IUCN arten som livskraftig (LC).
Världspopulationen har inte uppskattats, men tusentals bon finns genom sydvästra Stilla havet, vilket verka vara artens starkaste fäste. Den har minskat i vattnen kring Malaysia där beståndet är under 2000 par. I Indonesien betraktas svartnackad tärna vara en av de vanligaste sjöfåglarna med upp till 100 par på vardera av cirka 50 häckningslokaler.
Underarten mathewsi är däremot fåtalig, med 125-205 par på sex platser i Seychellerna. I Chagosöarna häckar endast 20-100 par.